# Hitoshi Sasaki
Hitoshi Sasaki (佐々木 等, Sasaki Hitoshi), né le 1891 à Fukushima et mort le 23 juillet 1982, était un footballeur et entraîneur japonais.
Il est sélectionneur de l'équipe du Japon en 1921.